# Distance in Embrace
Distance in Embrace ist eine Post-Hardcore-Musikgruppe aus Minden, die 2004 aus der Skatepunk-Band „Rent-A-Tent“ hervorging.

## Geschichte
Die Band veröffentlichte im Januar 2005 ihr erstes Album mit dem Titel The Consequence of Illusions auf dem Lünener Hardcore-Punk-Label Horror Business Records und dem Dülmener Punk-Label Cityrat-Records. Das Album erhielt durchweg gute Rezensionen und so gewann die Band relativ schnell einen gewissen Bekanntheitsgrad in der Szene.
Zu den größten Erfolgen der Bandgeschichte gehören Supportshows für Ignite (USA), Raised Fist (Schweden), Satanic Surfers (Schweden), Venerea (Schweden) oder Useless ID (Israel) sowie deutsche Post-Hardcore- bzw. Emo-Bands wie Days in Grief und Fire in the Attic.
Im Februar 2006 verließ der Bassist, Steffen Kelle, die Band, um sich ganz auf sein Projekt „Pull a Star Trip“ zu konzentrieren. Seitdem spielt Sören Bädker den E-Bass in der Band.
Im August 2006 spielte die Band den Nachfolger zu The Consequence of Illusions unter dem Titel Utopia Versus Archetype im Rape of Harmonies Studio ein. Produziert wurde das Album von Alexander Dietz (Heaven Shall Burn) und wurde im März 2007 auf Horror Business Records veröffentlicht. Im Juni 2007 wurde das Album über das englische Plattenlabel Lockjaw Records auch in Großbritannien veröffentlicht.
2009 erschien das Album To Hell with Honesty ebenfalls auf Horror Business Records.
Im Oktober 2011 begab sich die Band in das Studio Think Audio Recordings im Saarland, um zusammen mit Christian Diehl, Bassist der Band His Statue Falls, eine EP mit dem Titel The Best Is Yet to Come aufzunehmen, welche im September 2012 auf Horror Business Records erschienen ist.

## Stil
Die Band mischt in ihrem Sound vor allem poppigen Metalcore/Screamo mit und relativ leichten Melodic-Hardcore-Anleihen und Klängen typischer kommerziell erfolgreicher Post-Hardcore-Bands. Fälschlicherweise wird die Band auch oft dem Emocore zugeordnet.

## Diskografie

### Alben
- 2005: The Consequence of Illusions
- 2007: Utopia Versus Archetype
- 2009: To Hell with Honesty

### EPs
- 2012: The Best Is Yet to Come
- 2016: The Worst Is Over Now

### Sampler-Beiträge
- 2012: No More Last Goodbyes (Heart to the Core Vol.6)